# Cordele
Cordele és una població dels Estats Units a l'estat de Geòrgia. Segons el cens del 2000 tenia 11.608 habitants.

## Demografia
Segons el cens del 2000, Cordele tenia 11.608 habitants, 4.303 habitatges, i 2.839 famílies. La densitat de població era de 471,8 habitants per km².
Dels 4.303 habitatges en un 35,4% hi vivien nens de menys de 18 anys, en un 31,1% hi vivien parelles casades, en un 30,8% dones solteres, i en un 34% no eren unitats familiars. En el 30,3% dels habitatges hi vivien persones soles el 13,9% de les quals corresponia a persones de 65 anys o més que vivien soles. El nombre mitjà de persones vivint en cada habitatge era de 2,59 i el nombre mitjà de persones que vivien en cada família era de 3,22.
Per edats la població es repartia de la següent manera: un 31,6% tenia menys de 18 anys, un 10,2% entre 18 i 24, un 25,6% entre 25 i 44, un 18,1% de 45 a 60 i un 14,5% 65 anys o més.
L'edat mediana era de 31 anys. Per cada 100 dones de 18 o més anys hi havia 74,9 homes.
La renda mediana per habitatge era de 17.615 $ i la renda mediana per família de 21.677 $. Els homes tenien una renda mediana de 23.253 $ mentre que les dones 17.282 $. La renda per capita de la població era de 12.746 $. Entorn del 38,1% de les famílies i el 41,6% de la població estaven per davall del llindar de pobresa.

## Poblacions més properes
El següent diagrama mostra les poblacions més properes.